# Boa Vista
Boa Vista és la capital i el municipi més poblat de l'estat brasiler de Roraima. Està situada al marge dret del rio Branco, essent l'única capital brasilera totalment al nord de la línia equatorial.
Fundada el 1830, és una ciutat moderna i destaca entre les ciutats de l'Amazònia pel seu traçat urbà, organitzat de forma radial, planificat entre el 1944 i 1946 per l'enginyer civil Darcy Aleixo Derenusson, recordant un ventall, en al·lusió als carrers de París. La ciutat concentra aproximadament dos terços dels habitants de Roraima.
Fou construïda durant el govern del capità Ene Garcez, el primer governador del que en aquells moments era el Territori Federal de Rio Branco. Les principals avingudes del centre de la ciutat convergeixen a la Praça do Centro Cívico Joaquim Nabuco, on es concentren les seus dels tres poders (legislatiu, executiu i judicial), a més d'edificis culturals, hotels, bancs, correus i catedrals religioses.
Boa Vista és una ciutat típicament administrativa i concentra tots els serveis de l'estat.

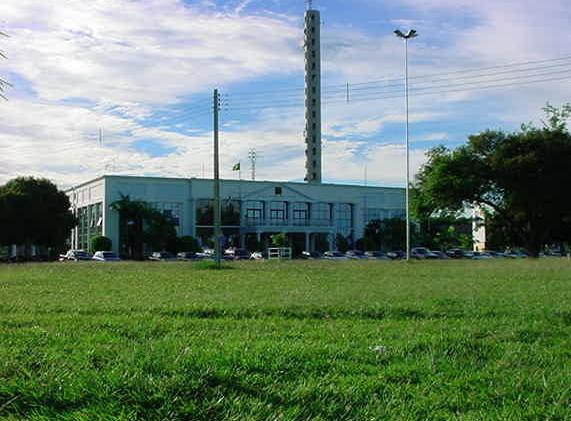
Palais Senador Hélio Campos, del govern de Roraima.